# 法塔利汗·霍伊斯基
法塔利汗·伊斯坎达尔·奥格雷·霍伊斯基（1875年12月7日—1920年6月19日）是亞塞拜然律師，曾任第二屆俄羅斯帝國杜馬議員、亞塞拜然民主共和國首任總理、內政部部長、國防部部長與外交部部長等職。

## 家庭
霍伊斯基於1875年出生於俄羅斯帝國努克哈（今亞塞拜然舍基），其父伊斯坎达尔汗·霍伊斯基為俄羅斯帝國陸軍上校。其曾祖父加法尔·戈利汗·东博利為霍伊汗國大汗，被波斯卡札爾王朝沙阿法特赫-阿里沙阿擊敗後撤退至埃奇米阿津，後於1804年—1813年俄羅斯—波斯戰爭中與俄國結盟，獲沙皇亞歷山大一世封為舍基汗國大汗，並晉升中校軍階。

## 暗殺
1920年6月19日，霍伊斯基在喬治亞民主共和國第比利斯的葉里溫廣場被亞美尼亞殺手阿拉姆·葉爾加尼扬暗殺，為亞美尼亞復仇女神行動的暗殺事件之一。亞美尼亞革命聯盟指控霍伊斯基主導1918年巴庫屠殺亞美尼亞人的九月事件。波斯駐第比利斯領事館安排了他的葬禮。